# Hospital Doctor Peset
L'Hospital Doctor Peset és un centre hospitalari situat a la ciutat de València. És un dels quatre hospitals de referència existents a la capital valenciana, al costat de l'Hospital Clínic, l'Hospital General i l'Hospital La Fe. Té 539 llits.

## Història
L'Hospital Universitari Doctor Peset va ser posat en funcionament el gener de 1989. No obstant això, els orígens d'aquest centre sanitari es remunten a la dècada dels anys quaranta del segle xx, en les antigues instal·lacions pròximes a l'actual edifici. Aquestes instal·lacions van ser destinades en un primer moment al tractament de malalties infeccioses, especialment epidèmies de tifus exantemàtic, molt freqüents en l'època.
En 1947, la Seguretat Social va adquirir el centre sanitari i, després de construir un bloc de sales d'operacions, va iniciar la seua activitat com a Hospital General l'any 1951 sota el nom de Residència Sanitària General Sanjurjo, en honor del general colpista José Sanjurjo. Aquest bagatge històric es va anar completant amb la dotació dels recursos humans, tècnics i materials necessaris per a assegurar al pacient l'assistència sanitària. De fet, en 1974 es va construir un edifici annex de sis plantes dedicat a consultes externes en el qual en l'actualitat s'atén a pacients en règim ambulatori.
Més tard arribaria el canvi de nom i d'edifici. En 1989 l'activitat hospitalària es va traslladar al nou edifici i es va adoptar el nom d'Hospital Doctor Peset, en honor del metge valencià Joan Baptista Peset i Aleixandre. En 1997 el Doctor Peset es va convertir en Hospital Universitari, amb acreditació per a la formació en les especialitats de Medicina Especialitzada, Farmàcia, Psicologia, Biologia, Infermeria i Obstetrícia.

## Equips d'alta tecnologia
L'hospital compta amb els següents equips d'alta tecnologia:
1. Dos equips de Tomografia Axial Computeritzada
2. Dos equips de Ressonància Magnètica Nuclear
3. Dos equips de Angiografia per Sustracció Digital
4. Un equip de Litotrícia Extracorpòrea per Ones de Xoc
5. Dos equips de Tomografia per emissió de fotons
6. Un equip de Tomografia per emissió de positrons
7. Un equip de Mamografia
8. Un equip de Densitòmetres de l'Os
9. Una Sala d'Hemodinàmica